# Церква Покрови Пресвятої Богородиці (Великі Чорнокінці)
Церква Покрови Пресвятої Богородиці у Великих Чорнокінцях — парафія і храм греко-католицької громади Пробіжнянського деканату Бучацької єпархії Української греко-католицької церкви в селі Великі Чорнокінці Чортківського району Тернопільської области.

## Історія церкви
Згідно з історичними архівами, парафія в лоні УГКЦ існувала з XVIII століття. Перша дерев'яна церква, присвячена Святому Юрію, згоріла у 1720 році на Йордан.
У 1803 році була побудована друга церква — Святої Покрови. У 1850 році вирішили збудувати третю, муровану церкву, дзвіниця якої нагадувала оборонну башту. Цю церкву закрили і розібрали у 1937 році.
У 1929 році збудували дерев'яну богослужбову каплицю, яка збереглася донині. З 1962 по 1990 рік вона була закрита державною владою.
У 1939 році заклали фундамент для нової кам'яної церкви. З 1946 по 1991 рік парафія перебувала в підпорядкуванні РПЦ, а у 1991 році повернулася в лоно УГКЦ.
Будівництво нової церкви розпочалося 21 серпня 1991 року за проєктом архітектора Івана Левинського. Храм освятили 13 жовтня 1996 року. Іконопис виконали художники з Тернополя. Освячення провів єпископ-ординарій УГКЦ Австралії, Нової Зеландії та Океанії Петро Стасюк, який подарував Євангеліє під час свого першого візиту влітку 1996 року.
При парафії діє братство «Матері Божої Неуставної Помочі».
На території парафії стоїть хрест на честь скасування панщини (1848 рік). У центрі села є капличка Івана Хрестителя. У 2011 році збудували капличку біля криниці-джерела, де щороку на Йордан освячують воду.

## Парохи
| Ім'я                   | Роки      | Світлини |
| ---------------------- | --------- | -------- |
| о. Іван Мочульський    |           |          |
| о. Петро Міцьковський  | 1896—1912 |          |
| о. Микола Іванюх       | 1912—?    |          |
| о. Лев Ольшанський     |           |          |
| о. Микола Тимків       |           |          |
| о. Степан Гоба         | 1939—1944 |          |
| о. Ярослав Матвіїв     | 1944—1952 |          |
| о. Богдан Шкільницький | 1991—1992 |          |
| о. Богдан Недільський  | від 1992  |          |

## Джерело
- Парафія с. Великі Чорнокінці. Церква Покрови Пресвятої Богородиці // Бучацька єпархія УГКЦ. Парафії, монастирі, храми. Шематизм / Автор концепції Куневич Б.; керівник проєкту, науковий редактор Стоцький Я. — Тернопіль : ТОВ «Новий колір», 2014. — С. 292. : іл. — ISBN 978-966-2061-30-7.